# Monte Malaina
Il Monte Malaina (1.480 m s.l.m.) è una montagna dei Monti Lepini nell'Antiappennino laziale. 

## Descrizione
La montagna si trova nel Lazio tra la provincia di Frosinone (Comune di Supino) e la provincia di Roma (Comune di Carpineto Romano). Sul versante sud-est è presente il Ouso di Passo Pratiglio.